# Wylia australis
Wylia australis är en flockblommig växtart som beskrevs av Franz Georg Hoffmann. Wylia australis ingår i släktet Wylia och familjen flockblommiga växter. Inga underarter finns listade i Catalogue of Life.